# Катунская крепость
Катунская крепость — сторожевое укрепление Кузнецко-колыванской линии, находилась на месте села Катунское Смоленского района Алтайского края.
В 1745 году была построена деревянная крепость недалеко от тех мест, где стоял Бие-Катунский острог. В крепости дислоцировались эскадроны Колыванского драгунского полка. Позже в крепости размещалась сотня девятого сибирского казачьего полка.
С июня 1756 года в крепости начался массовый прием алтайцев.